# Sanjin Prcić
Sanjin Prcić (Belfort, Francia, 20 de noviembre de 1993) es un futbolista bosnio que juega de centrocampista.

## Trayectoria
Prcić comenzó su carrera deportiva en el FC Sochaux, por el que fichó para su cantera en 2011. El 31 de agosto de 2013 debutó en la Ligue 1, en un partido frente al AC Ajaccio. Tras una temporada en el primer equipo del Sochaux fichó por el Stade Rennais.
Durante su estancia en el Rennes tuvo que salir cedido durante la temporada 2015-16. Primero se marchó cedido al Torino FC, donde no tuvo oportunidades, y después se marchó cedido a la Associazione Calcistica Perugia Calcio donde jugó 13 partidos y marcó tres goles.

### Levante UD
El 1 de agosto de 2018 fichó por el Levante Unión Deportiva, tras haber finalizado su contrato con el Rennes.

### RC Estrasburgo
El 28 de enero de 2019 fue cedido al Racing Club de Estrasburgo hasta final de temporada. Tras la cesión regresó al Levante, pero en septiembre volvió al club francés en propiedad firmando por tres años.
En abril de 2024, tras haber jugado únicamente tres partidos durante toda la campaña, llegó a un acuerdo para rescindir su contrato que expiraba el año siguiente.

## Clubes
| Club                          | País    | Año       |
| ----------------------------- | ------- | --------- |
| F. C. Sochaux-Montbéliard     | Francia | 2011-2014 |
| Stade Rennais F. C.           | Francia | 2014-2018 |
| Torino F. C. (cedido)         | Italia  | 2015-2016 |
| A. C. Perugia Calcio (cedido) | Italia  | 2016      |
| Levante U. D.                 | España  | 2018-2019 |
| R. C. Estrasburgo (cedido)    | Francia | 2019      |
| R. C. Estrasburgo             | Francia | 2019-2024 |

## Palmarés

### Campeonatos nacionales
| Título                     | Club              | País    | Año  |
| -------------------------- | ----------------- | ------- | ---- |
| Copa de la Liga de Francia | R. C. Estrasburgo | Francia | 2019 |